# Petit Frère et Petite Sœur (film, 1897)
Pour plus de détails, voir Fiche technique et Distribution.
Petit Frère et Petite Sœur est un court métrage documentaire muet français réalisé par Louis Lumière en 1897 et produit par la Société Lumière.

## Description
Deux enfants dansent dans un jardin. À l'image, les éternels neveux et nièce, Marcel et Madeleine Koehler, si souvent filmés par les frères Lumière .

## Fiche technique
- Titre original : Petit Frère et Petite Sœur
- Réalisation : Louis Lumière
- Production : Société Lumière
- Lieu de tournage : Maison Koehler, 29 rue Guilloud, Monplaisir à Lyon (France)
- Pays d'origine : France
- Vue no  : 658
- Genre : Documentaire
- Format : Court métrage — Muet — Noir et blanc - 1,30:1
- Durée : 50 s
- Date de réalisation : 1897
- Dates de sortie :
  -  France :  10 octobre 1897 à Lyon

## Sources
- Catalogue Lumière, « Petit frère et petite soeur » (consulté le 11 février 2024).